# Thomas Mikhail

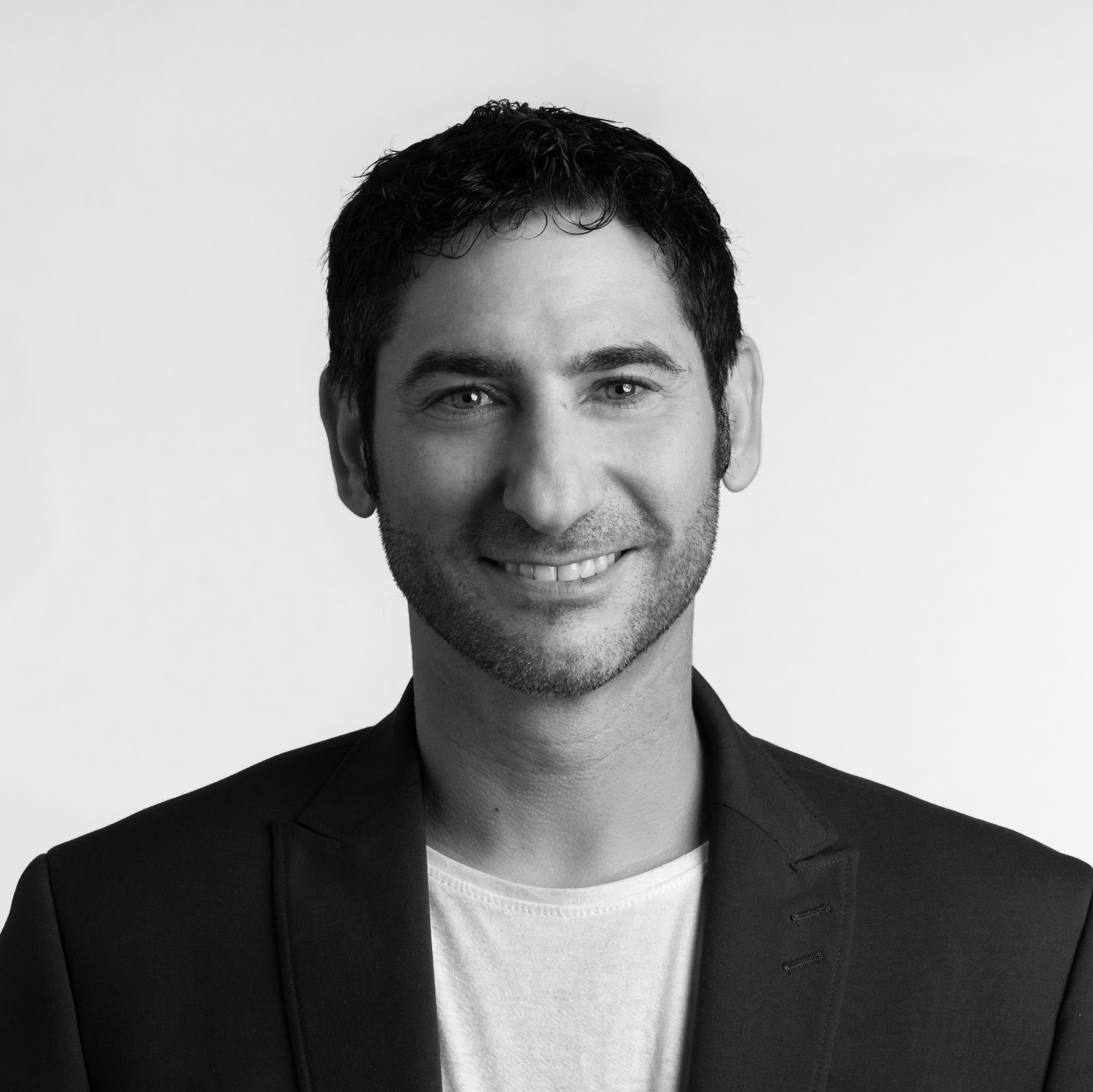
Thomas Mikhail

Thomas Mikhail (* 1980 in Karlsruhe) ist ein deutscher Erziehungswissenschaftler und Hochschullehrer.

## Leben
Mikhail studierte die Fächer Germanistik und Sportwissenschaft für das gymnasiale Lehramt an der Universität Karlsruhe (TH) (heute Karlsruher Institut für Technologie, KIT). Zusätzlich studierte er mit Abschluss im Magisterstudiengang das Fach Pädagogik. Er arbeitete als wissenschaftlicher Mitarbeiter am Lehrstuhl von Jürgen Rekus am Institut für Berufspädagogik und Allgemeine Pädagogik des (inzwischen umbenannten) KIT. 2009 erfolgte die Promotion mit einer Arbeit zur systematischen Verhältnisbestimmung von Bildung und Bindung, die 2011 mit dem Leopold-Kunschak-Preis ausgezeichnet wurde. Nach dem Referendariat an einem Karlsruher Gymnasium arbeitete er als Studienrat am Justus-Knecht-Gymnasium Bruchsal.
Von 2012 bis 2021 wurde er in den Universitätsdienst an das KIT abgeordnet und arbeitete am Institut für Pädagogik und am Zentrum für Lehrerbildung. 2016 habilitierte er sich dort im Fach Erziehungswissenschaft mit einer Arbeit zur Grundlagentheorie pädagogischen Handelns. 2017 bis 2018 vertrat Mikhail die Professur für Allgemeine Didaktik und Theorie der Schule an der Universität Bonn. Ab 2021 arbeitete er drei Jahre lang als Wissenschaftlicher Mitarbeiter an der Universität Stuttgart. Seit 2024 ist Mikhail Inhaber des Lehrstuhls für Schulpädagogik und Allgemeine Didaktik an der Universität Erfurt.
Seit 2018 ist Thomas Mikhail Vorsitzender der Alfred-Petzelt-Stiftung, die sich der wissenschaftlichen Erschließung der Arbeiten des Neukantianers Alfred Petzelt widmet und jährlich Stipendien für Arbeiten zur systematischen Pädagogik vergibt sowie den Promotionspreis der Görres-Gesellschaft stiftet.
Thomas Mikhail steht in der Tradition kritischer Erkenntnistheorie Immanuel Kants, der „transzendental-kritischen Pädagogik“, speziell der sog. Petzelt-Schule, die er im Anschluss an die Philosophie Karl-Otto Apels transzendental-pragmatisch gewendet hat. Seine Forschungsschwerpunkte liegen in der systematischen Pädagogik, der Analyse von Grundlagentheorien der modernen Erziehungswissenschaft, einer werterzieherischen Didaktik sowie der Erforschung der Pädagogik Immanuel Kants. Zusammen mit Lutz Koch hat er Kants pädagogische Texte („Über Pädagogik“ und „Aufsätze, das Philanthropin betreffend“) in der Neuedition der Akademieausgabe herausgegeben.

## Schriften (Auswahl)
- Fuchs, Th./Mikhail, Th./Ode, E. (Hg.) (2024): Kant und Pädagogik. Themenheft der Pädagogischen Rundschau, Jg. 78.
- Mikhail, Th./Ruhloff, J. (Hg.) (2018): Alfred Petzelt – Grundzüge systematischer Pädagogik. Freiburg/Br.: Lambertus.
- Mikhail, Th. (2017): Kant als Pädagoge. Einführung mit zentralen Texten. Paderborn: Schöningh.
- Mikhail, Th. (2016): Pädagogisch handeln. Theorie für die Praxis. Paderborn: Schöningh.
- Rekus, J./Mikhail, Th. (2013): Neues schulpädagogisches Wörterbuch. Weinheim/München: Beltz Juventa.
- Mikhail, Th. (2009): Bilden und Binden. Zur religiösen Grundstruktur pädagogischen Handelns. Frankfurt/M.: Peter Lang.